# Iwan

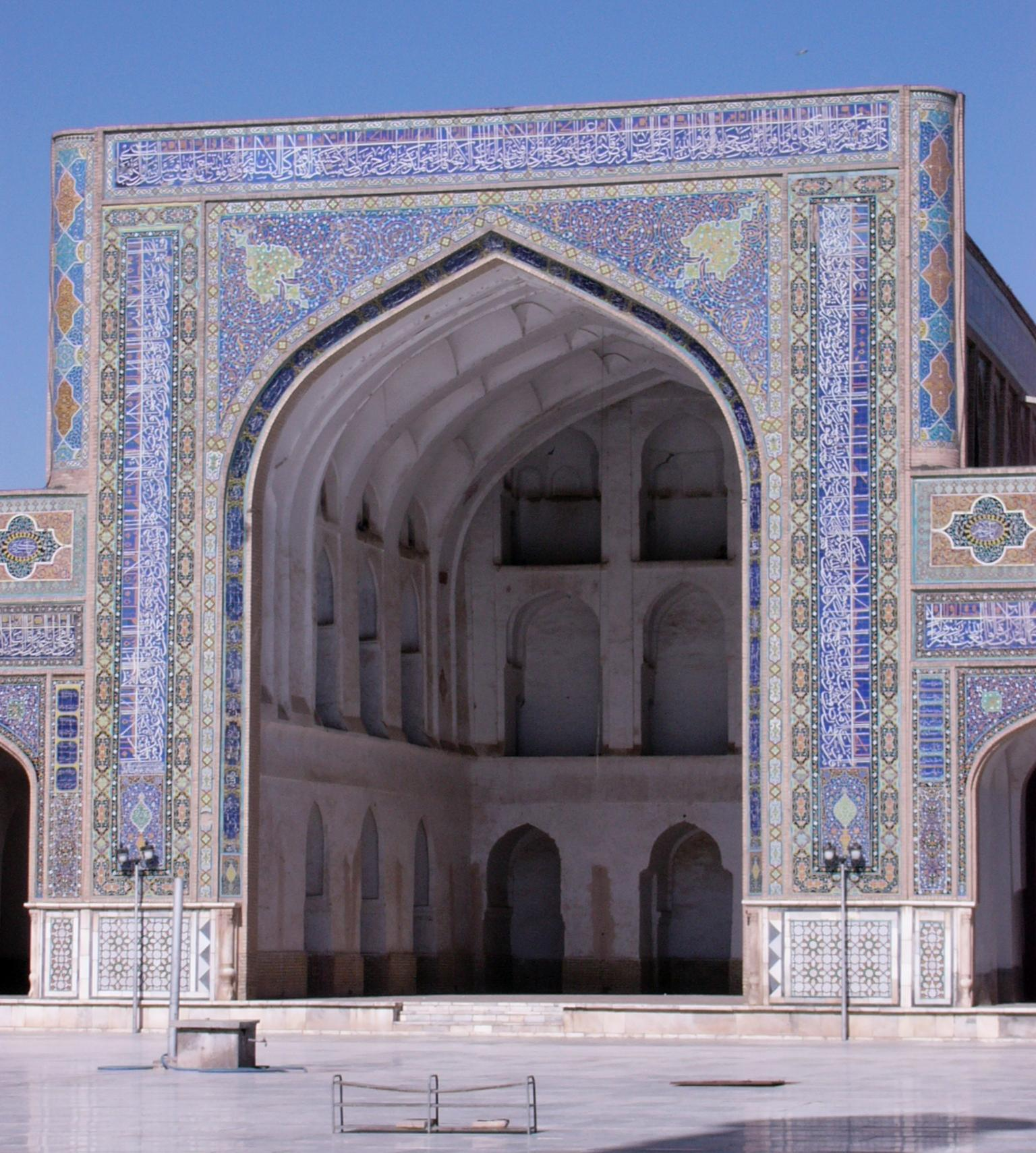
Iwan de la Mesquita del Divendres, a Herat (Afganistan).

Un iwan (del persa إيوان, eyvān, a través de l'àrab إيوان, iwān) o liwan (de l'àrab oral ليوان, līwān) és un element arquitectònic, molt present en l'arquitectura islàmica, que consisteix en un monumental porxo d'entrada en forma d'arc, més decoratiu que funcional.
És originari de l'Orient Mitjà; el seu ús es va desenvolupar durant el període sassànida i va continuar sent un element essencial de l'arquitectura persa des d'aquella època. Un dels primers exemples n'és el palau d'Artaxerxes I, que data dels volts de l'any 230.
L'iwan, combinat amb el pla quadrat dels palaus aquemènides, ha donat un model de mesquita anomenat "iranià" (quatre iwans oberts sobre un pati), molt present a l'Iran i en altres països, com l'Uzbekistan i el Pakistan. Les madrasses, el model de les quals va néixer a l'Iran, també utilitzen aquest element i han permès la seva difusió a Síria, a Egipte i al Magrib. L'iwan també és present en altres tipus d'edifici, com ara hospitals i palaus.